# Ямайка на літніх Олімпійських іграх 2016
Ямайка на літніх Олімпійських іграх 2016 була представлена 59 спортсменами в 4 видах спорту.

## Медалісти
| Медаль | Спортсмени                                                                                                   | Вид спорту     | Дисципліна                          | Дата      |
| ------ | --- | -------------- | ----------------------------------- | --------- |
| Золото | Елейн Томпсон                                                                                                | Легка атлетика | біг на 100 м (жінки)                | 13 серпня |
| Золото | Усейн Болт                                                                                                   | Легка атлетика | біг на 100 м (чоловіки)             | 14 серпня |
| Золото | Омар Маклеод                                                                                                 | Легка атлетика | біг на 110 м з бар'єрами (чоловіки) | 16 серпня |
| Золото | Елейн Томпсон                                                                                                | Легка атлетика | біг на 200 м (жінки)                | 17 серпня |
| Золото | Усейн Болт                                                                                                   | Легка атлетика | біг на 200 м (чоловіки)             | 18 серпня |
| Золото | Асафа Павелл Йоган Блейк Нікель Ашмід Усейн Болт Кемар Бейлі-Коул Джевон Мінзі                               | Легка атлетика | естафета 4×100 м (чоловіки)         | 19 серпня |
| Срібло | Крістанія Вільямс Елейн Томпсон Вероніка Кемпбелл-Браун Шеллі-Енн Фрейзер Сімона Фейсі Сашалі Форбс          | Легка атлетика | естафета 4×100 м (жінки)            | 19 серпня |
| Срібло | Крістін Дей Крісанн Гордон Шеріка Джексон Аннейша Маклафлін-Вілбі Стефані-Енн Макферсон Новлін Вільямс-Міллс | Легка атлетика | естафета 4×400 м (жінки)            | 20 серпня |
| Срібло | Нетон Аллен Фіцрой Данклі Джевон Френсіс Пітер Меттьюз Рушин Макдональд                                      | Легка атлетика | естафета 4×400 м (чоловіки)         | 20 серпня |
| Бронза | Шеллі-Енн Фрейзер-Прайс                                                                                      | Легка атлетика | біг на 100 м (жінки)                | 13 серпня |
| Бронза | Шеріка Джексон                                                                                               | Легка атлетика | біг на 400 м (жінки)                | 15 серпня |

## Легка атлетика
Легенда
- Примітки – для трекових дисциплін місце вказане лише для забігу, в якому взяв участь спортсмен
- Q = пройшов у наступне коло напряму
- q = пройшов у наступне коло за добором (для трекових дисциплін - найшвидші часи серед тих, хто не пройшов напряму; для технічних дисциплін - увійшов до визначеної кількості фіналістів за місцем якщо напряму пройшло менше спортсменів, ніж визначена кількість)
- NR = Національний рекорд
- N/A = Коло відсутнє у цій дисципліні
- Bye = спортсменові не потрібно змагатися у цьому колі

Трекові і шосейні дисципліни
Чоловіки
| Спортсмен                                                                      | Дисципліна        | Попередній забіг | Попередній забіг | Чвертьфінал | Чвертьфінал | Півфінал        | Півфінал        | Фінал           | Фінал           |
| Спортсмен                                                                      | Дисципліна        | Результат        | Місце            | Результат   | Місце       | Результат       | Місце           | Результат       | Місце           |
| ------------------------------------------------------------------------------ | ----------------- | ---------------- | ---------------- | ----------- | ----------- | --------------- | --------------- | --------------- | --------------- |
| Нікель Ашмід                                                                   | 100 м             | Bye              | Bye              | 10.13       | 2 Q         | 10.05           | 5               | Завершив виступ | Завершив виступ |
| Йоган Блейк                                                                    | 100 м             | Bye              | Bye              | 10.11       | 1 Q         | 10.01           | 2 Q             | 9.93            | 4               |
| Усейн Болт                                                                     | 100 м             | Bye              | Bye              | 10.07       | 1 Q         | 9.86            | 1 Q             | 9.81            | 1               |
| Нікель Ашмід                                                                   | 200 м             | 20.15            | 1 Q              | Н/Д         | Н/Д         | 20.31           | 13              | Завершив виступ | Завершив виступ |
| Йоган Блейк                                                                    | 200 м             | 20.13            | 2 Q              | Н/Д         | Н/Д         | 20.37           | 16              | Завершив виступ | Завершив виступ |
| Усейн Болт                                                                     | 200 м             | 20.28            | 1 Q              | Н/Д         | Н/Д         | 19.78           | 1 Q             | 19.78           | 1               |
| Фіцрой Данклі                                                                  | 400 м             | 45.66            | 4                | Н/Д         | Н/Д         | Завершив виступ | Завершив виступ | Завершив виступ | Завершив виступ |
| Джевон Френсіс                                                                 | 400 м             | 45.88            | 3 Q              | Н/Д         | Н/Д         | 44.96           | 5               | Завершив виступ | Завершив виступ |
| Рушин Макдональд                                                               | 400 м             | 45.22            | 2 Q              | Н/Д         | Н/Д         | 46.12           | 6               | Завершив виступ | Завершив виступ |
| Кемой Кемпбелл                                                                 | 5000 м            | 13:30.32         | 10               | Н/Д         | Н/Д         | Н/Д             | Н/Д             | Завершив виступ | Завершив виступ |
| Дьюс Картер                                                                    | 110 м з бар'єрами | 13.51            | 1 q              | Н/Д         | Н/Д         | 13.69           | 6               | Завершив виступ | Завершив виступ |
| Омар Маклеод                                                                   | 110 м з бар'єрами | 13.27            | 1 Q              | Н/Д         | Н/Д         | 13.15           | 1 Q             | 13.05           | 1               |
| Ендрю Райлі                                                                    | 110 м з бар'єрами | 13.52            | 3 Q              | Н/Д         | Н/Д         | 13.46           | 4               | Завершив виступ | Завершив виступ |
| Роксрой Като                                                                   | 400 м з бар'єрами | 48.56            | 4 q              | Н/Д         | Н/Д         | DSQ             | DSQ             | Завершив виступ | Завершив виступ |
| Джахіл Гайд                                                                    | 400 м з бар'єрами | 49.24            | 4 q              | Н/Д         | Н/Д         | 49.17           | 5               | Завершив виступ | Завершив виступ |
| Аннсерт Вайт                                                                   | 400 м з бар'єрами | 48.37            | 1 Q              | Н/Д         | Н/Д         | 48.32           | 1 Q             | 48.07           | 5               |
| Нікель Ашмід Йоган Блейк Усейн Болт Джевон Мінзі Асафа Павелл Кемар Бейлі-Коул | 4 × 100 m relay   | 37.94            | 2 Q              | Н/Д         | Н/Д         | Н/Д             | Н/Д             | 37.27           | 1               |
| Нетон Аллен Фіцрой Данклі Джевон Френсіс Пітер Метьюз Рушин Макдональд         | 4 × 400 m relay   | 2:58.29          | 1 Q              | Н/Д         | Н/Д         | Н/Д             | Н/Д             | 2:58.16         | 2               |

Жінки
| Спортсменка                                                                                               | Дисципліна           | Попередній забіг | Попередній забіг | Чвертьфінал | Чвертьфінал | Півфінал         | Півфінал         | Фінал            | Фінал            |
| Спортсменка                                                                                               | Дисципліна           | Результат        | Місце            | Результат   | Місце       | Результат        | Місце            | Результат        | Місце            |
| --- | -------------------- | ---------------- | ---------------- | ----------- | ----------- | ---------------- | ---------------- | ---------------- | ---------------- |
| Шеллі-Енн Фрейзер-Прайс                                                                                   | 100 м                | Bye              | Bye              | 10.96       | 1 Q         | 10.88            | 1 Q              | 10.86            | 3                |
| Елейн Томпсон                                                                                             | 100 м                | Bye              | Bye              | 11.21       | 1 Q         | 10.88            | 1 Q              | 10.71            | 1                |
| Крістанія Вільямс                                                                                         | 100 м                | Bye              | Bye              | 11.27       | 2 Q         | 10.96            | 3 Q              | 11.80            | 8                |
| Вероніка Кемпбелл-Браун                                                                                   | 200 м                | 22.97            | 3                | Н/Д         | Н/Д         | Завершила виступ | Завершила виступ | Завершила виступ | Завершила виступ |
| Сімона Фейсі                                                                                              | 200 м                | 22.78            | 2 Q              | Н/Д         | Н/Д         | 22.57 SB         | 3                | Завершила виступ | Завершила виступ |
| Елейн Томпсон                                                                                             | 200 м                | 22.63            | 2 Q              | Н/Д         | Н/Д         | 22.13 SB         | 2 Q              | 21.78 SB         | 1                |
| Крістін Дей                                                                                               | 400 м                | 51.54            | 1 Q              | Н/Д         | Н/Д         | 51.53            | 4                | Завершила виступ | Завершила виступ |
| Шеріка Джексон                                                                                            | 400 м                | 51.73            | 1 Q              | Н/Д         | Н/Д         | 49.83            | 1 Q              | 49.85            | 3                |
| Стефані-Енн Макферсон                                                                                     | 400 м                | 51.36            | 1 Q              | Н/Д         | Н/Д         | 50.69            | 1 Q              | 50.97            | 6                |
| Сімоя Кемпбелл                                                                                            | 800 м                | 2:02.07          | 7                | Н/Д         | Н/Д         | Завершила виступ | Завершила виступ | Завершила виступ | Завершила виступ |
| Найтойя Гоул                                                                                              | 800 м                | 2:00.49          | 3                | Н/Д         | Н/Д         | Завершила виступ | Завершила виступ | Завершила виступ | Завершила виступ |
| Кенія Сінклер                                                                                             | 800 м                | 2:03.76          | 7                | Н/Д         | Н/Д         | Завершила виступ | Завершила виступ | Завершила виступ | Завершила виступ |
| Меган Сіммондс                                                                                            | 100 м з бар'єрами    | 12.81            | 2 Q              | Н/Д         | Н/Д         | 12.95            | 5                | Завершила виступ | Завершила виступ |
| Шермейн Вільямс                                                                                           | 100 м з бар'єрами    | 12.95            | 4 q              | Н/Д         | Н/Д         | 12.86 SB         | 5                | Завершила виступ | Завершила виступ |
| Нікіша Вілсон                                                                                             | 100 м з бар'єрами    | 12.89            | 3 Q              | Н/Д         | Н/Д         | 13.14            | 7                | Завершила виступ | Завершила виступ |
| Ліа Ньюджент                                                                                              | 400 м з бар'єрами    | 55.66            | 2 Q              | Н/Д         | Н/Д         | 54.98            | 4 q              | 54.45            | 6                |
| Дженів Расселл                                                                                            | 400 м з бар'єрами    | 56.13            | 2 Q              | Н/Д         | Н/Д         | 54.92            | 2 Q              | 54.56            | 7                |
| Рістананна Трейсі                                                                                         | 400 м з бар'єрами    | 54.88            | 1 Q              | Н/Д         | Н/Д         | 54.80            | 2 Q              | 54.15            | 5                |
| Аїша Прот                                                                                                 | 3000 м з перешкодами | 9:35.79          | 8 q              | Н/Д         | Н/Д         | Н/Д              | Н/Д              | 9:34.20          | 14               |
| Вероніка Кемпбелл-Браун Сімона Фейсі Сашалі Форбс Шеллі-Енн Фрейзер-Прайс Елейн Томпсон Крістанія Вільямс | 4 × 100 m relay      | 41.79            | 1 Q              | Н/Д         | Н/Д         | Н/Д              | Н/Д              | 41.36            | 2                |
| Крістін Дей Крісанн Гордон Шеріка Джексон Аннейша Маклафлін-Вілбі Стефані-Енн Макферсон Новлін Вільямс    | 4 × 400 m relay      | 3:22.38          | 1 Q              | Н/Д         | Н/Д         | Н/Д              | Н/Д              | 3:20.34          | 2                |

Технічні дисципліни
Чоловіки
| Спортсмен      | Дисципліна        | Кваліфікація       | Кваліфікація | Фінал              | Фінал           |
| Спортсмен      | Дисципліна        | Результат у метрах | Місце        | Результат у метрах | Місце           |
| -------------- | ----------------- | ------------------ | ------------ | ------------------ | --------------- |
| Дамар Форбс    | стрибки в довжину | 7.85               | 12 q         | 7.82               | 12              |
| Обрі Сміт      | стрибки в довжину | НС                 | —            | Завершив виступ    | Завершив виступ |
| Клайв Паллен   | потрійний стрибок | 16.08              | 33           | Завершив виступ    | Завершив виступ |
| О'Дейн Річардс | штовхання ядра    | 20.40              | 12 q         | 20.64              | 8               |
| Федрік Дакрес  | метання диска     | 50.69              | 34           | Завершив виступ    | Завершив виступ |

Жінки
| Спортсменка         | Дисципліна        | Кваліфікація       | Кваліфікація | Фінал              | Фінал            |
| Спортсменка         | Дисципліна        | Результат у метрах | Місце        | Результат у метрах | Місце            |
| ------------------- | ----------------- | ------------------ | ------------ | ------------------ | ---------------- |
| Шаніка Рікеттс      | потрійний стрибок | 14.02              | 14           | Завершила виступ   | Завершила виступ |
| Кімберлі Вільямс    | потрійний стрибок | 14.22              | 6 q          | 14.53              | 7                |
| Данніель Томас-Додд | штовхання ядра    | 16.99              | 25           | Завершила виступ   | Завершила виступ |
| Тара-Сью Барнетт    | метання диска     | 58.09              | 16           | Завершила виступ   | Завершила виступ |
| Келліон Нібб        | метання диска     | НС                 | —            | Завершила виступ   | Завершила виступ |
| Шадае Лоуренс       | метання диска     | 57.09              | 22           | Завершила виступ   | Завершила виступ |
| Дайна Леві          | метання молота    | 60.35              | 30           | Завершила виступ   | Завершила виступ |

## Стрибки у воду
| Спортсмен        | Дисципліна                   | Попередні змагання | Попередні змагання | Півфінали | Півфінали | Фінал           | Фінал           |
| Спортсмен        | Дисципліна                   | Очки               | Місце              | Очки      | Місце     | Очки            | Місце           |
| ---------------- | ---------------------------- | ------------------ | ------------------ | --------- | --------- | --------------- | --------------- |
| Йона Найт-Віздом | трамплін, 3 метри (чоловіки) | 416.55             | 11 Q               | 381.40    | 14        | Завершив виступ | Завершив виступ |

## Гімнастика

### Спортивна гімнастика
Жінки
| Спортсменка | Дисципліна | Кваліфікація     | Кваліфікація       | Кваліфікація | Кваліфікація | Кваліфікація | Кваліфікація | Фінал  | Фінал  | Фінал  | Фінал  | Фінал   | Фінал |                  |                  |                  |                  |                  |                  |
| Спортсменка | Дисципліна | Вправа           | Вправа             | Вправа       | Вправа       | Загалом      | Місце        | Вправа | Вправа | Вправа | Вправа | Загалом | Місце |                  |                  |                  |                  |                  |                  |
| ----------- | ---------- | ---------------- | ------------------ | ------------ | ------------ | ------------ | ------------ | ------ | ------ | ------ | ------ | ------- | ----- | ---------------- | ---------------- | ---------------- | ---------------- | ---------------- | ---------------- |
| Спортсменка | Дисципліна | Тоні-Енн Вільямс | Абсолютна першість | 14.100       | 11.533       | Загалом      | Місце        | 12.133 | 13.200 | 50.966 | 54     | Загалом | Місце | Завершила виступ | Завершила виступ | Завершила виступ | Завершила виступ | Завершила виступ | Завершила виступ |

## Плавання
| Спортсмен     | Дисципліна                     | Попередній заплив | Попередній заплив | Півфінал        | Півфінал        | Фінал           | Фінал           |
| Спортсмен     | Дисципліна                     | Час               | Місце             | Час             | Місце           | Час             | Місце           |
| ------------- | ------------------------------ | ----------------- | ----------------- | --------------- | --------------- | --------------- | --------------- |
| Тімоті Вінтер | 100 метрів на спині (чоловіки) | 57.20             | 34                | Завершив виступ | Завершив виступ | Завершив виступ | Завершив виступ |
| Алія Аткінсон | 100 метрів брасом (жінки)      | 1:06.72           | 7 Q               | 1:06.52         | 6 Q             | 1:08.10         | 8               |